# Hyperamblyops japonica
Hyperamblyops japonica är en kräftdjursart som först beskrevs av Ii 1964.  Hyperamblyops japonica ingår i släktet Hyperamblyops och familjen Mysidae. Inga underarter finns listade i Catalogue of Life.